# قاعة غنغناكجون
قاعة غنغناكجون في معبد بونغجونغسا (بالكورية: 안동 봉정사 극락전). هي الكنز الوطني لكوريا الجنوبية رقم 15.

## التاريخ والوصف
كانت قاعة غنغناكجون تسمى في الأصل دايجانغجون وهي القاعة الرئيسية لمعبد بونغجونغسا، والذي يُعتقد أنه بني عند جبل تشوندنغ على يد الراهب ويسانغ خلال عهد الملك شنمن في عهد شلا الموحدة. أثناء أعمال إعادة البناء والترميم في سنة 1972م اكتشفت رسالة في المبنى تنص على أن سقف القاعة أعيد إصلاحه في سنة 1363م (السنة الثانية عشر من حكم الملك غونغمن في عهد غوريو). بناء على هذه الرسالة فإنه يعتقد أن القاعة بُنيت في السنوات الأولى من القرن الثالث عشر، وذلك لأن أسقف المباني الكورية القديمة كان يعاد إصلاحا كل 100 أو 150 سنة بعد صنعها، وبناء على هذا تكون القاعة أقدم مبنى خشبي في كوريا.
تبلغ المسافة بين عمودي القاعة قرابة 3 كان (الكان هو وحدة قياس المسافة بين عمودين) في الأمام و4 كان في الجوانب، وللقاعة سقف على شكل جلمون مدعوم بأعمدة مقوسة. للقاعة باب في المنتصف ونوافذ على كلا الجانبين. القاعة مزينة من الداخل بقماش على شكل قبة، ويوجد أيضاً تمثال لبودا. هيكل التمثال مزين بتصميم حلزوني. مع أن القاعة بُنيت في عهد غوريو إلا أن أسلوب العمارة من عهد شلا الموحدة يؤثر على القاعة.

## معرض الصور

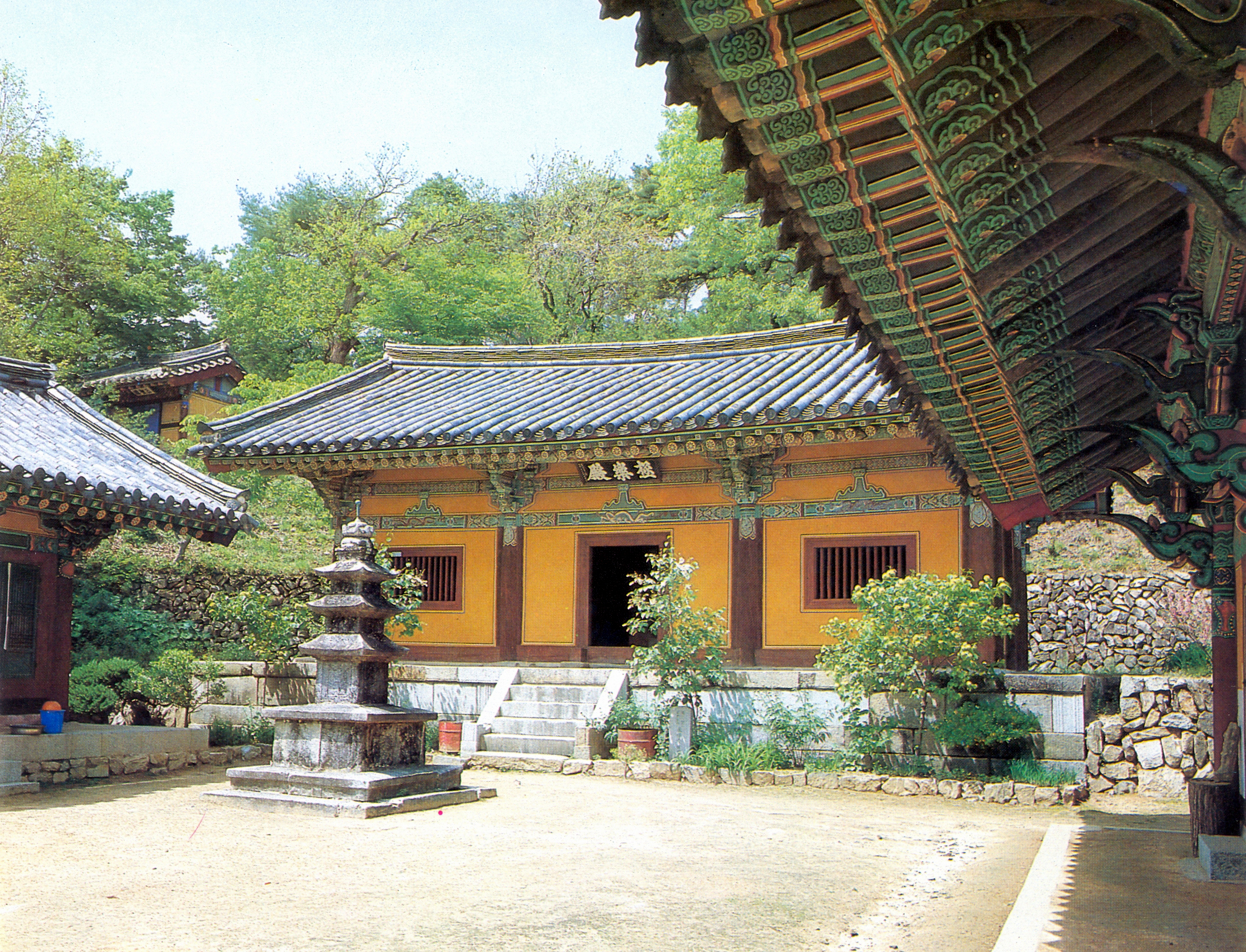
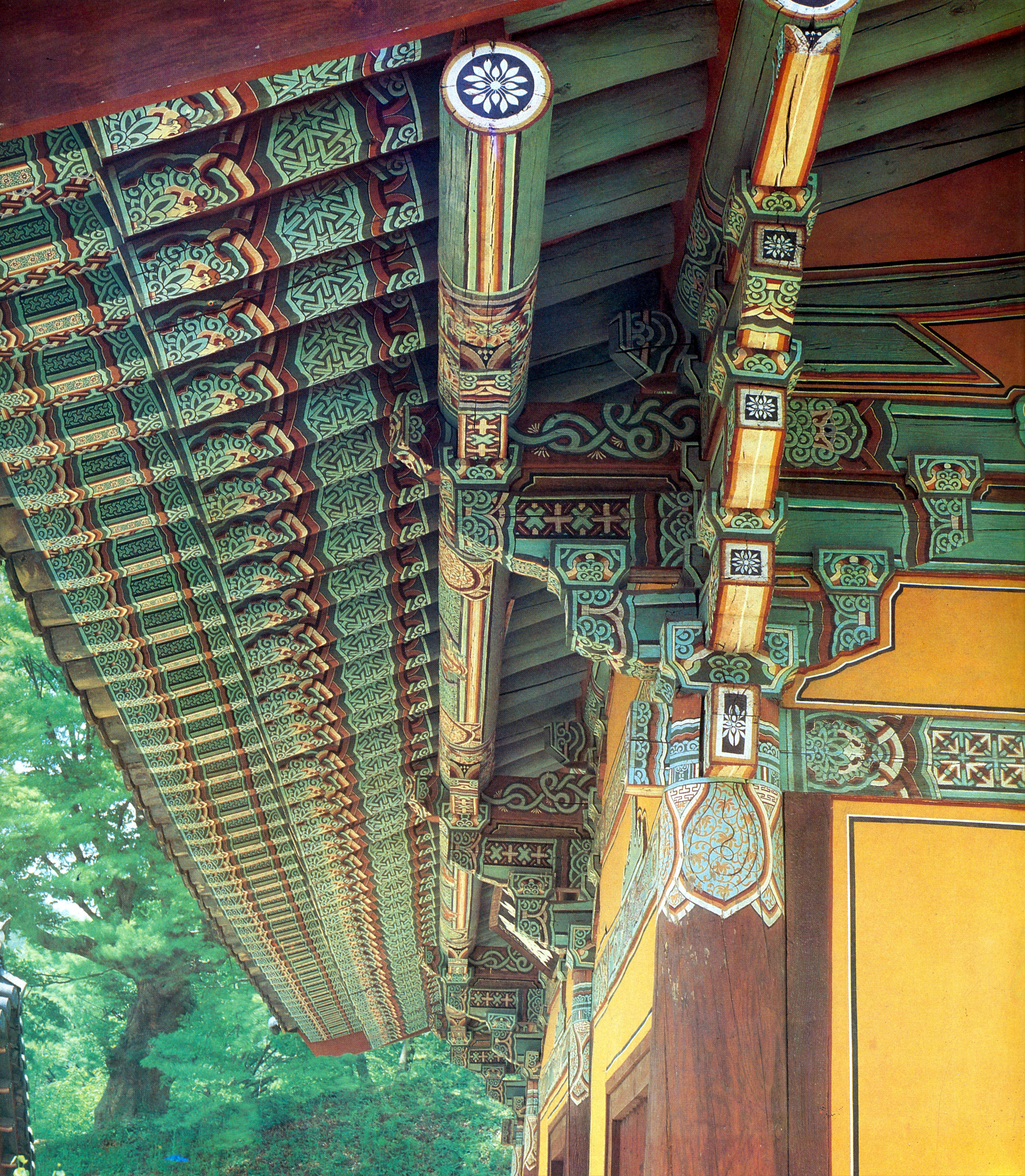
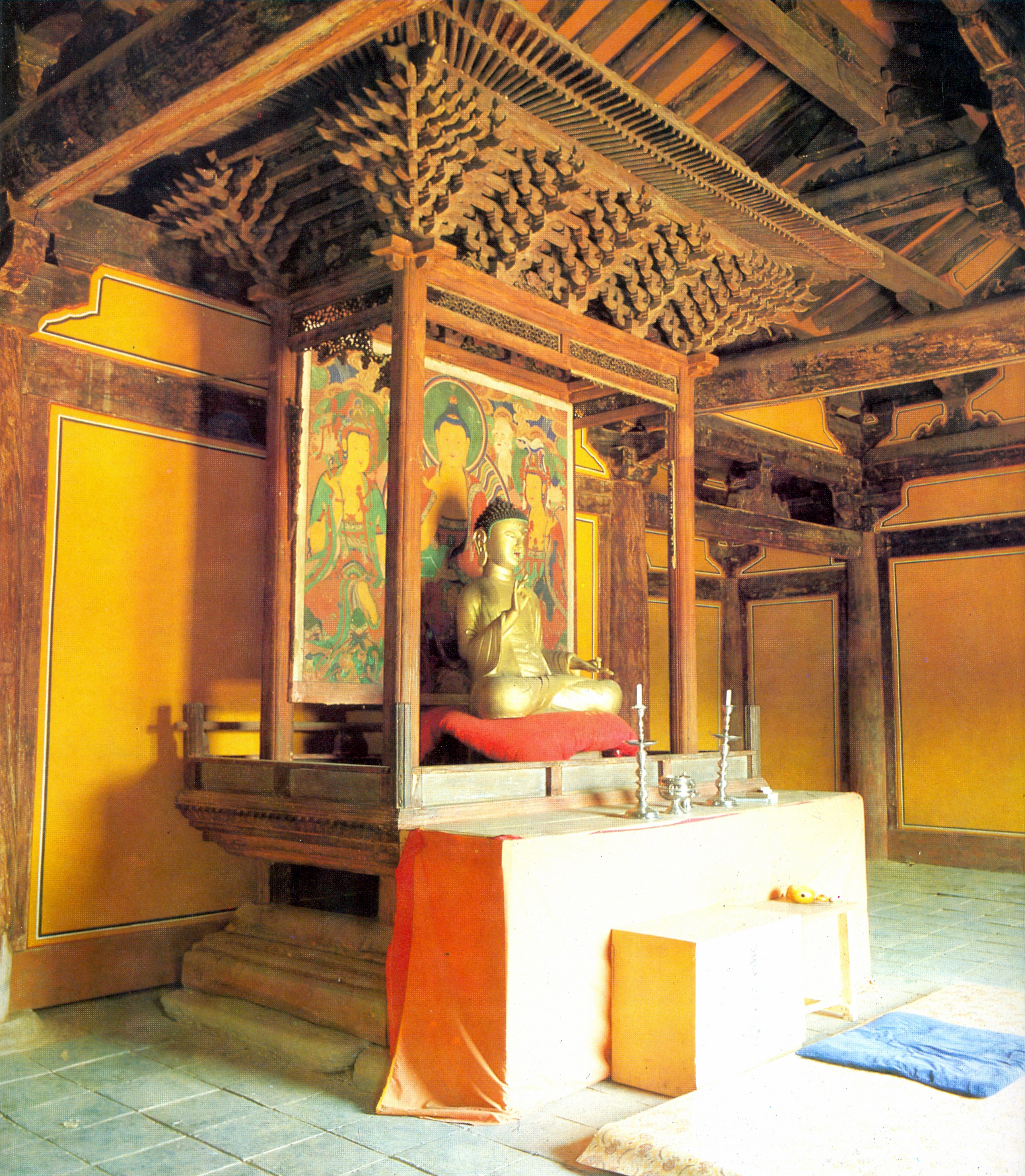
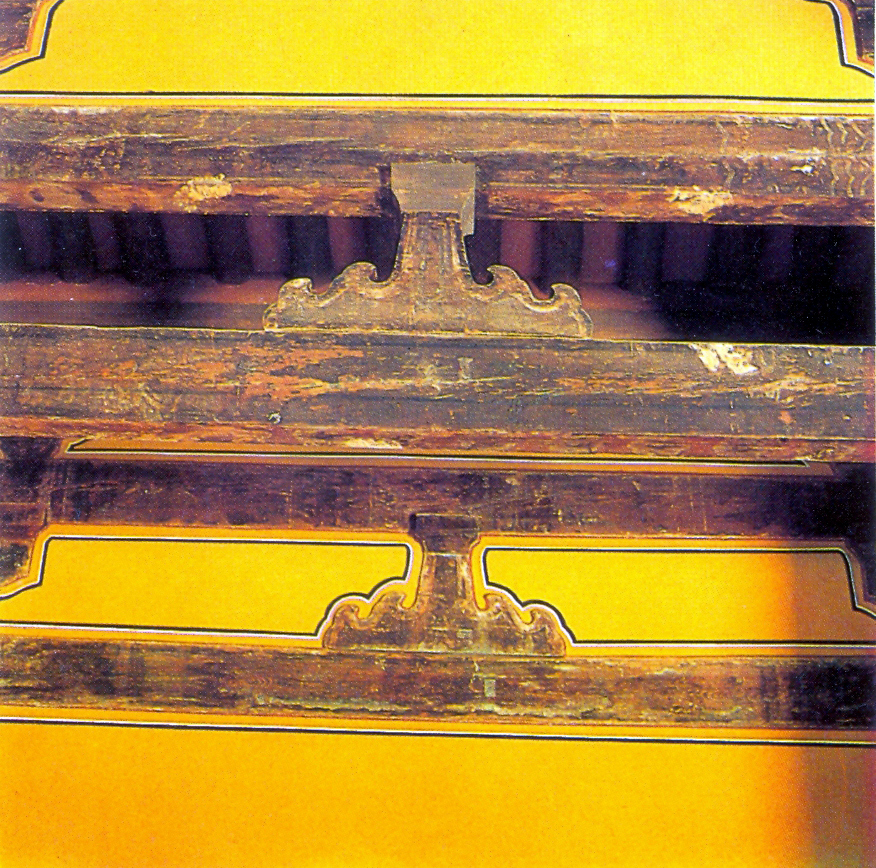
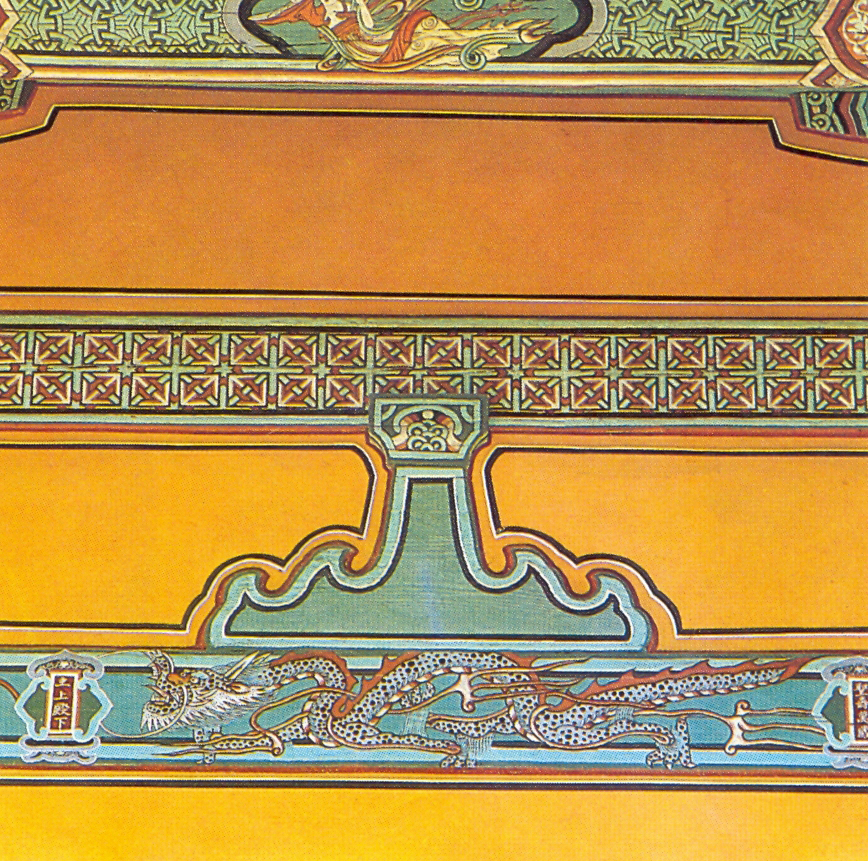
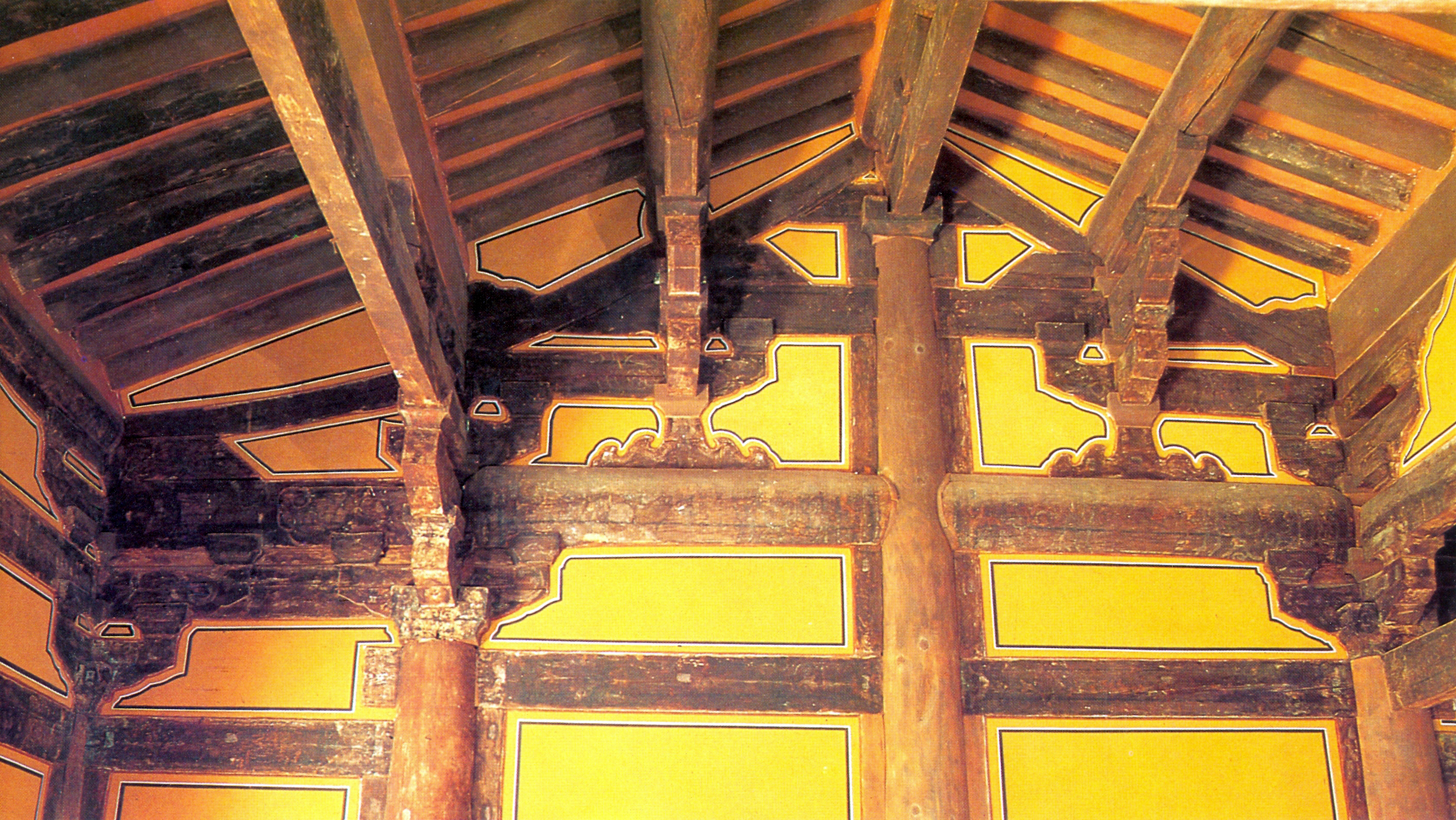
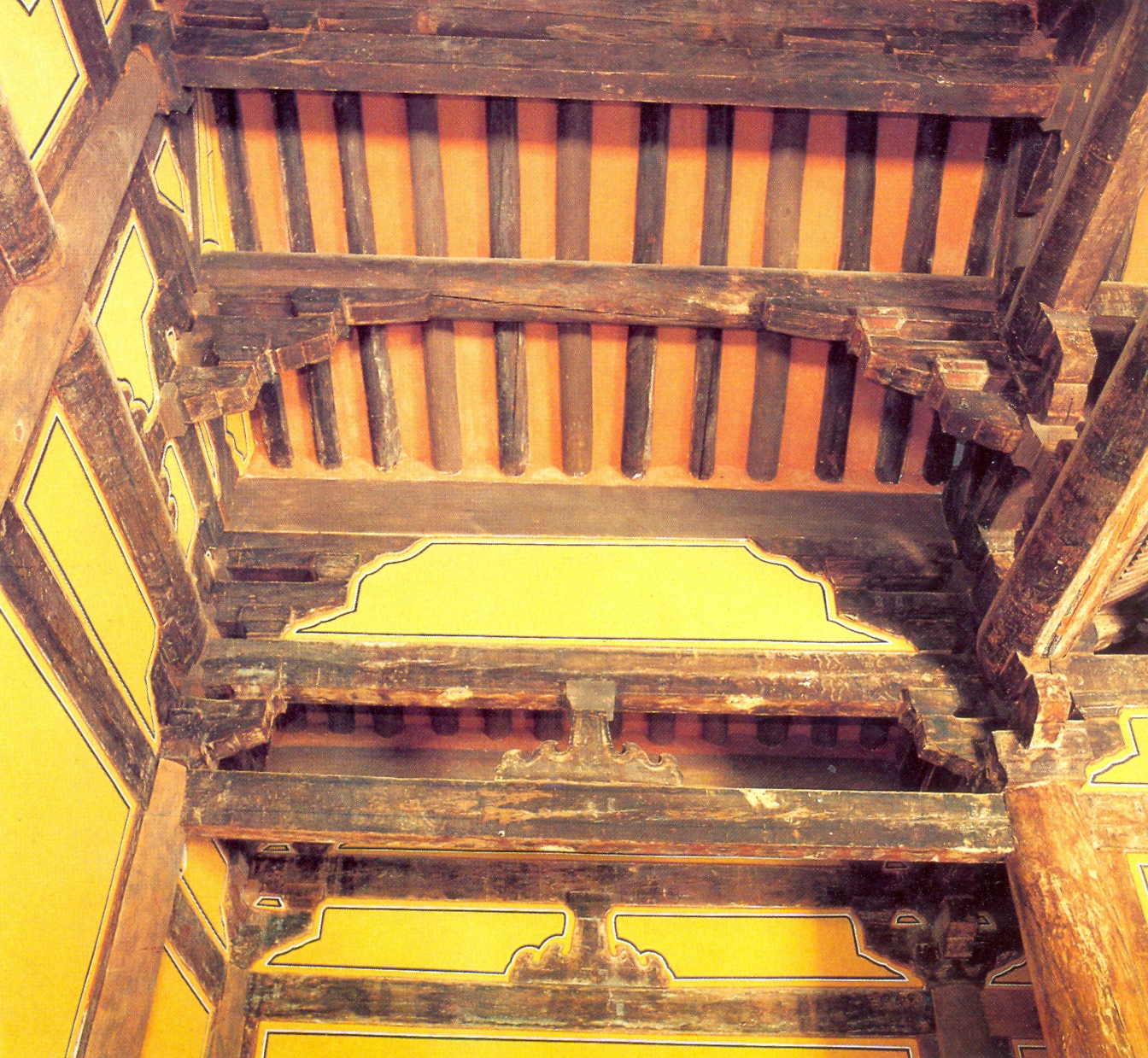